# UERJ Rugby
O UERJ Rugby é um clube de Rugby fundado no dia 3 de outubro de 2015, na cidade do Rio de Janeiro, RJ, Brasil. O clube é filiado provisoriamente à Confederação Brasileira de Rugby.
As cores da equipe são o azul e o preto e o mascote é o macaco-prego. O animal foi escolhido como mascote por ser uma espécie presente na Floresta Nacional da Tijuca, próxima ao campus Maracanã da UERJ, onde o time foi fundado. 

## História
O UERJ Rugby Clube surgiu a partir da reunião de estudantes da Universidade do Estado do Rio de Janeiro dispostos a inaugurar um clube para a prática do Rugby nas competições universitárias estaduais que estavam se iniciando.  O clube hoje conta com times masculino e feminino na modalidade de Rugby Sevens.
No torneio de Rugby Beach, disputado nos dias 25 e 26 de janeiro de 2025, o time, em comemoração ao seu aniversário de dez anos, estreou a equipe Macacos Velhos. A equipe é composta por veteranos do time, incluindo alguns de seus membros-fundadores. Assim, o UERJ compareceu em um torneio, pela primeira vez na sua história, com duas equipes da mesma categoria.

## Projeto Universitários
Em 2025 o UERJ Rugby Clube (URC) iniciou o Projeto Universitários com o intuito de fomentar a modalidade no cenário universitário. Nesse projeto, as atléticas e alunos independentes interessados em criar uma equipe de rugby podem entrar em contato com o URC para pedir apoio no seu projeto. 
Os outros times universitários podem contar com apoio para organizar treinos, campanhas de publicidade e, dependendo da disponibilidade, utilizar a estrutura de treino do UERJ Rugby. As equipes que não possuírem quorum para participar como um time independente podem jogar e competir junto com os atletas da UERJ.
O objetivo é fortalecer o esporte universitário, criando novas equipes e fortalecendo o torneio universitário estadual. Interessados podem entrar em contato pelo Instagram da equipe.

## Funcionamento
O UERJ Rugby treina às 09h00 na Quinta da Boa Vista no Bairro de São Cristóvão.

## Elencos Atuais
| Elenco Masculino Sevens 2019 |
| --- |
| - Yuri Faria - Octávio Sodré - Igor Moriello - Marco Damele - Leonardo Novello - Bruno Tavares - Karl Menusier - Felipe das Neves - João Paulo Kleinlein - Patrick Mesquita - Werther de Moraes - Fábio Aguiar - Bruno Campos - Erik Cunha (c) - Igor Rocco - Breno Correa - Ulisses Damasceno - Fernando Castro - Léo Perez - Daniel Trotte - João Henrique Silva - Victor César Alves |
| Couch: Thiago Galvão Duro |
| (c) Indica capitão do time |

| Elenco Feminino 2019 |
| --- |
| - Alana Machado - Alessandra Dias - Esther Luciano - Lana Rodrigues - Thaiane Queiroz (c) - Luma Rocha - Meliza Maia - Caroline Couto - Estefany Silva - Lorraine Mendes - Suellen Oliveira |
| Coach: Ana Cláudia Gonçalves |
| (c) Indica capitão do time |

## Títulos
Masculino
- Vice-Campeão do XIII Torneio Aniversário do Itaguaçu – Rugby Sevens[1]
- Vice-campeão do IV Torneio Universitário da Liga de Rugby Universitário

Feminino
- Campeão do I Torneio Universitário da Liga de Rugby Universitário
- Campeão do II Torneio Universitário da Liga de Rugby Universitário[2]
- Vice-campeão do III Torneio Universitário da Liga de Rugby Universitário[3]
- Campeão do IV Torneio Universitário da Liga de Rugby Universitário
- Campeão Taça Bronze 3º Super Desafio BRA de Beach Rugby
- Campeão Taça Bronze 2º Etapa do Campeonato Fluminense de Rugby Sevens